# Lucienne Delyle

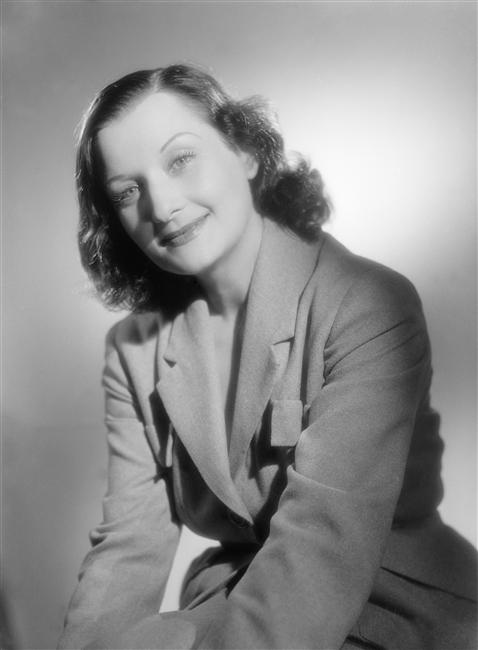
Lucienne Delyle in 1948

Lucienne Delyle (Parijs, 16 april 1917 - Monte Carlo, 10 april 1962) was een Franse zangeres.
Ze werd in Parijs geboren als Lucienne Henriette Delache. Ze studeerde farmacie en zong al als amateur en werd in 1939 ontdekt. In 1940 huwde ze met jazzmuzikant Aimé Barelli (1917-1995). Met hem kreeg ze dochter Minouche Barelli (1947-2004). In 1942 had ze een grote hit met Mon amant de Saint-Jean en werd zo een van de populairste zangeressen van het land. Ook in de jaren vijftig was ze nog steeds populair. Ze overleed in 1962 aan leukemie.
- Biblioteca Nacional de España: XX1025265
- Bibliothèque nationale de France: cb138931464 (data)
- Gemeinsame Normdatei: 133330826
- International Standard Name Identifier: 0000 0001 1606 2474
- Library of Congress Control Number: no00086106
- MusicBrainz: 82e0bc9c-2cf4-403d-939c-1d8c00767170
- Nationale Bibliotheek van Tsjechië: xx0080899
- SNAC: w63x8tbh
- Système universitaire de documentation: 083204814
- Virtual International Authority File: 22327005
- WorldCat: E39PBJrKWDc9c6hRR6Q3KMxhpP